# Witalij Wasiljew
Witalij Wasiljew (ros. Виталий Васильев; ur. 6 września 1989) – rosyjski siatkarz, grający na pozycji atakującego. Od sezonu 2019/2020 występuje w drużynie NOWA Nowokujbyszewsk.

## Sukcesy klubowe
Mistrzostwo Rosji:
- 2019[2]